# Welt am Draht
Welt am Draht (alemany: El mon a l'aram) és una sèrie de televisió de ciència-ficció d'Alemanya Occidental protagonitzada per Klaus Löwitsch i dirigida per Rainer Werner Fassbinder. Rodada en 16 mm, va ser realitzada per a la televisió alemanya occidental i es va emetre originalment el 1973 a ARD com una minisèrie de dues parts. Es va basar en la novel·la de 1964 Simulacron-3 de Daniel F. Galouye. L'any 2012 es va presentar una adaptació de la versió de Fassbinder com l'obra World of Wires, dirigida per Jay Scheib.
El seu enfocament no està en l'acció, sinó en aspectes sofista i filosòfic de la ment humana, la simulació i el paper de la investigació científica. El 1999 es va estrenar una pel·lícula basada en la mateixa novel·la titulada The Thirteenth Floor protagonitzada per Craig Bierko.

## Argument
En l'actualitat, el nou superordinador de l'Institut für Kybernetik und Zukunftsforschung acull un programa de simulació que inclou un món artificial amb més de 9.000 "unitats d'identitat" que viuen com a éssers humans, sense saber que el seu món és només una simulació. El professor Vollmer (Adrian Hoven), que és el director tècnic del programa, sembla que està a punt d'un increïble descobriment secret. Es torna cada cop més agitat i antisocial abans de morir en un misteriós accident. El seu successor, el doctor Fred Stiller, té una discussió amb Günther Lause, l'assessor de seguretat de l'institut, quan aquest desapareix de sobte sense deixar rastre abans de poder transmetre el secret de Vollmer a Stiller. Més misteriós encara és el fet que cap dels altres empleats d'IKZ sembla tenir cap record de Lause.
Mentrestant, una de les unitats d'identitat de la simulació intenta suïcidar-se. El col·lega de Stiller, Walfang, elimina aquesta unitat per mantenir la simulació estable. Per investigar els motius del suïcidi, Stiller entra al món simulat per entrevistar la unitat de contacte. La unitat, anomenada Einstein, és l'única unitat d'identitat que sap que el "món" és una simulació, i això és necessari per executar el programa. En un intent de convertir-se en una persona real, Einstein canvia la seva ment al cos de Walfang mentre Stiller està en contacte amb el món simulat. Einstein li dóna a Stiller una explicació dels misteris, els records que desapareixen i les persones que desapareixen, dient-li que el "món real" de Stiller no és més que una simulació del món real, que està un nivell per sobre.
Aquest coneixement fa que Stiller caigui en la bogeria. Les altres persones "reals" interroguen Stiller i se l'amenaça de mort, empresonament i compromís involuntari. Stiller finalment aconsegueix convèncer Hahn, el psicòleg de l'IKZ, de la seva teoria. Aquest últim mor aviat en un accident que es va fixar en Stiller, marcant-lo com el presumpte assassí tant de Hahn com de Vollmer.
Stiller fuig i busca la unitat de contacte necessària que pugui connectar el seu món "real" amb el món real, un nivell superior. Sobreviu a diversos intents d'assassinat i descobreix que el contacte és Eva, que va ser projectada a la simulació després de la mort de Vollmer (com la seva filla inexistent). Stiller accepta la seva presència, creient que alguna vegada van tenir un romanç. L'Eva li diu que es va inspirar en el veritable Fred Stiller, una persona a qui Eva estimava, però que es va tornar boig de poder dirigint la simulació al món de dalt. Mentre que Stiller està programat per morir en una emboscada, l'Eva canvia la ment dels dos Stiller i porta el Stiller simulat al món real.

## Música
La cançó popular marcial "Westerwaldlied" i la cançó d'amor alemanya estàndard "Lili Marleen" apareixen ambdues en una escena extensa en què Stiller busca un respir temporal en un cabaret. Durant l'escena de la festa a casa dels Siskins a principis de la pel·lícula, Ingrid Caven canta la cançó "The Boys in the Back Room". "L'instrumental "Albatross" de Fleetwood Mac sona durant els crèdits d'ambdues parts, així com una escena de la part 2.

## Repartiment
- Klaus Löwitsch com a Fred Stiller
- Mascha Rabben com a Eva Vollmer
- Karl-Heinz Vosgerau com a Herbert Siskins
- Adrian Hoven com el professor Henry Vollmer
- Ivan Desny com a Günther Lause
- Barbara Valentin com a Gloria Fromm
- Günter Lamprecht com a Fritz Walfang
- Margit Carstensen com a Maya Schmidt-Gentner
- Wolfgang Schenck com a Franz Hahn
- Joachim Hansen com a Hans Edelkern
- Gottfried John com a Einstein
- Rudolf Lenz com a Hartmann
- Kurt Raab com a Mark Holm
- Karl Scheydt com el detectiu Stuhlfauth
- Ernst Küsters com a guardaespatlles
- El Hedi ben Salem com a guardaespatlles
- Rainer Hauer com a inspector Lehner
- Ulli Lommel com a Rupp
- Heinz Meier com a Von Weinlaub
- Peter Chatel com a Hirse
- Ingrid Caven com a Uschi
- Eddie Constantine com a Home in car
- Rainer Langhans com a cambrer a la festa

## Estrena
La minisèrie de televisió original es va rodar a 16 mm amb el sistema PAL, aleshores el sistema de codificació de televisió estàndard a gran part d'Europa. Es va mostrar una versió restaurada al 60è Festival Internacional de Cinema de Berlín el 2010. També va ser llançat en DVD Regió 2 per Kinowelt/Arthaus com a part de la sèrie premium Arthaus i per Second Sight al Regne Unit. Des d'aleshores, s'ha projectat al Festival Internacional de Cinema de Melbourne, al Museum of Modern Art de Nova York, al Dryden Theatre de Rochester, NY, al Harvard Film Archive, al Roxie Theatre de San Francisco, a la Cinemateca de Cleveland, a la Sèrie Internacional de Films de la Universitat de Boul de Nashville, a la Sèrie Internacional de Films de la Universitat de Colorado i al Los Angeles County Museum of Art el 2010 i el 2011, així com al New Beverly Cinema el 2022.
La sèrie va ser llançada en Blu-ray i en DVD de dos discos per The Criterion Collection el febrer de 2012. El llançament de Criterion utilitza els 24 fotogrames per segon sistema natiu de codificació de Blu-ray. També va ser llançat en edició limitada el 20 de febrer de 2020 en Blu-ray simulant 25 fotogrames per segon del sistema PAL.